# Polygala macerrima
Polygala macerrima är en jungfrulinsväxtart som beskrevs av Joseph Blake. Polygala macerrima ingår i släktet jungfrulinssläktet, och familjen jungfrulinsväxter. Inga underarter finns listade i Catalogue of Life.